# Далай-лама XIII
Тхуптэ́н Гьяцо́ (тиб. ཐུབ་བསྟན་རྒྱ་མཚོ་, Вайли: thub bstan rgya mtsho; 27 мая 1876 — 17 декабря 1933) — тринадцатый Далай-лама, духовный и светский глава Тибета в 1895—1933 годах. Во внутренней политике проявил себя как выдающийся реформатор, во внешней — как искусный дипломат, борец за независимость своей страны. В период его правления Тибет являлся суверенным государством.
Далай-лама XIII также известен как важнейшая фигура центральноазиатской части «Большой игры» — дипломатического и военного противостояния России, Британии и Цинской империи конца XIX — начала XX веков, в которой он долгое время поддерживал российскую сторону.

## Ранние годы. Приход к власти
Тринадцатый Далай-лама родился в Дагпо Лангдуне в У-Цанге 27 мая 1876 года. Спустя несколько месяцев он был признан новым воплощением Далай-ламы XII Тринлэя Гьяцо и вскоре интронизован во дворце Потала в Лхасе.

## Внешняя политика
Когда в 1904 году состоялось британское вторжение в Тибет, Далай-лама бежал в Ургу, столицу Монголии, где через русское консульство, Агвана Доржиева, известного путешественника Петра Кузьмича Козлова и приезжавших к нему учёных-востоковедов вступил в переговоры с царским правительством относительно возможности своего переселения в Россию. Этот план был отвергнут Россией в результате нежелания ухудшать отношения с империей Цин, сближения с Великобританией, поражения в Русско-японской войне и последующего отказа России от активного присутствия в регионе. Однако сам факт переговоров дал претендовавшим на Тибет Британии и империи Цин понять, что Тибет способен на независимые политические шаги.
Не найдя взаимопонимания с окружением теократического лидера Монголии (тибетца Богдо-гэгэна VIII) и получая жёсткие требования вернуться в Лхасу, Далай-лама отправился в Китай, сначала в монастырский комплекс на горе Утайшань. В это время также обсуждался его визит в Японию (официально одобренный министром иностранных дел Комурой Дзютаро и экс-премьером Окумой Сигэнобу), предложенный его японским спутником Тэрамото (приехавшим для этого в Утайшань с делегацией, включавшей крупнейшего буддийского лидера Японии, Отани Сондзю). Однако к концу 1908 года этот план также был отложен. Японцы с 1904 года подписали мирный договор с Великобританией, и через них британские дипломаты получили доступ к Далай-ламе.
В мае 1908 года в Утайшане Далай-лама XIII встречался с Карлом Густавом Эмилем Маннергеймом, путешествующим по империи Цин, а за год до этого — с русским путешественником Петром Кузьмичом Козловым.
По требованию Пекина Далай-лама совершил визит к китайскому двору и несмотря на предшествующие заявления Пекина о «снятии его с должности» был отпущен в Тибет.
В дальнейшем он вынужден был бежать от цинских войск в Британскую Индию, а после Синьхайской революции в Китае в январе 1913, по возвращении из Индии, провозгласил независимость Тибета. Документы из российских архивов содержат детальную аргументацию Далай-ламы XIII о том, что Тибет никогда не был под владычеством Китая.
При Тхуптэне Гьяцо получила новую жизнь традиционная концепция Большого Тибета, подразумевавшая духовную и политическую власть Далай-ламы над всеми территориями, населёнными этническими тибетцами.

## Внутренняя политика
Тхуптен Гьяцо видел необходимость проведения в «Стране снегов» экономических, социальных и других реформ. После провозглашения независимости Тибета в 1912 году и образования де-факто независимого Тибетского государства он приступил к действиям: упорядочил и скорректировал тибетское законодательство, чтобы противостоять коррупции в административной среде; установил систему национального налогообложения; создал полицейские силы. Кроме того, буддийский первоиерарх содействовал укреплению дисциплины в тибетских монастырях и увеличил число светских чиновников, чтобы избежать сосредоточения излишней власти в руках монахов.
Далай-лама проявлял интерес к западной науке и технологиям. При нём в Лхасе появились электричество и телеграф, стали печататься деньги и марки. Предвидя военные столкновения Тибета с Китаем, опытный политик в течение своего правления неоднократно проводил реформы по модернизации тибетской армии, консультируясь с российскими, британскими и японскими специалистами военного дела. В 1916 году лхасское правительство направило несколько солдат и офицеров в Индию для обучения стрельбе из пушек и автоматического оружия.
Налог на уши и на нос были введены в 1920-х годах для обеспечения военных нужд. Позже в 1927 году  Тхуптэн Гьяцо ввёл подушный налог, зависящий от размера носа, причём люди с длинными носами были обязаны платить в два-три раза больше, чем курносые.

## Наследие
В конце своей жизни в 1933 году Далай-лама предсказывал наступление в Тибете тёмной эпохи:
«Очень скоро в этой стране (с гармоничным сочетанием религии и политики) случатся предательские действия, как снаружи, так и изнутри. В это время, если мы не отважимся защищать нашу территорию, наши духовные личности, включая Победоносных Отца и Сына (Далай-лама и Панчен-лама) могут быть уничтожены без следа, собственность и власть наших Лакангов (резиденций перевоплощённых лам) и монахи могут быть отобраны. Кроме того, наша политическая система, разработанная Тремя Великими Владыками Дхармы, исчезнет без остатка. Собственность всех людей, высоких и низких, будет отобрана, а людей заставят стать рабами. Все живые существа должны будут влачить бесконечные дни страданий и будут пронизаны страхом. Такое время грядёт».